# Stazione meteorologica di Predazzo
La stazione meteorologica di Predazzo è la stazione meteorologica di riferimento relativa alla località di Predazzo.

## Coordinate geografiche
La stazione meteorologica è situata nell'Italia nord-orientale, in Trentino-Alto Adige, in provincia di Trento, nel comune di Predazzo, a 1.020 metri s.l.m. e alle coordinate geografiche 46°19′N 11°36′E.

## Dati climatologici
Secondo i dati medi del trentennio 1961-1990, la temperatura media del mese più freddo, gennaio, si attesta ai -3,7 °C, mentre quella del mese più caldo, luglio, è di +14,6 °C .
| Predazzo           | Mesi | Mesi | Mesi | Mesi | Mesi | Mesi | Mesi | Mesi | Mesi | Mesi | Mesi | Mesi | Stagioni | Stagioni | Stagioni | Stagioni | Anno |
| Predazzo           | Gen  | Feb  | Mar  | Apr  | Mag  | Giu  | Lug  | Ago  | Set  | Ott  | Nov  | Dic  | Inv      | Pri      | Est      | Aut      | Anno |
| ------------------ | ---- | ---- | ---- | ---- | ---- | ---- | ---- | ---- | ---- | ---- | ---- | ---- | -------- | -------- | -------- | -------- | ---- |
| T. max. media (°C) | 0,6  | 3,5  | 7,8  | 11,7 | 16,2 | 20,0 | 22,6 | 21,9 | 19,8 | 13,7 | 6,7  | 1,5  | 1,9      | 11,9     | 21,5     | 13,4     | 12,2 |
| T. min. media (°C) | −8,0 | −6,4 | −2,9 | 1,0  | 4,0  | 7,1  | 8,7  | 8,2  | 6,1  | 1,8  | −2,2 | −6,4 | −6,9     | 0,7      | 8,0      | 1,9      | 0,9  |